# Конфедерация на едрите индустриалци
Конфедерацията на едрите индустриалци или Г-13 е затворен елитарен кръг от бизнесмени и мафиоти, които в първите години на прехода на България към демокрация и пазарна икономика приватизират най-значимите предприятия в България. Основана е в края на 1993 г. и просъществува около година. Така и не се регистрира като организация в съда. Чрез тази организация бизнесът за пръв път показва амбициите си да диктува политиката.
Една част от членовете на Г-13 не притежават особено силен бизнес въпреки приетите критерии за членство – собствен дял в банка или медия или друг крупен бизнес, заслужаващ уважение. Най-вероятната причина да бъдат поканени изглеждат силните им политически лобита.
Известно е, че общото между всички участници в Г-13 е вниманието към операциите с преводни руски рубли, заобикалянето на ембаргото на бивша Югославия и търговията с акцизни стоки без особен риск, което ги разграничава от т. нар. „силови групировки“. Въпросът за „честното първоначално натрупване на капитала“, в което членовете на Г-13 се опитват да убедят обществото, продължава да бъде дискусионен.

## Членове[2]
1. Ангел Първанов – „Фърст файненшъл“
2. Борислав Дионисиев – „Булвар ентърпрайсиз“
3. Валентин Моллов – групировка „Моллов“
4. Васил Божков – „Нове холдинг“
5. Георги Аврамов – „Лекс“
6. Георги Агафонов – банка „Славяни“
7. Добромир Гущеров – „Орел“
8. Емил Кюлев – „Туристспортбанк“
9. Илия Павлов – Мултигруп
10. Красимир Стойчев – „Трон“
11. Петьо Блъсков – пресгрупа „168 часа“
12. Степан Ерамян – Издателска къща „Еркюл“
13. Христо Александров – Агробизнесбанк

## История
Сдружението е основано в края на 1993 г. на работна среща в луксозния пловдивски ресторант „Ритора“. 13-те обявяват официално своя бизнес клуб в резиденцията в „Бояна“. На подписването всички идват луксозно облечени. Само Красимир Стойчев е без вратовръзка, но с червен шал върху сакото.
Георги Аврамов определя сдружението като „най-романтичния период в натрупването на едрия капитал“. Валентин Моллов претендирал да играе ролята на мозъка в сдружението и твърдял, че Г-13 трябва да прилича на френския „Патронат“ (най-голямата работодателска организация). Но най-силната фигура в сдружението е Илия Павлов. В края на 1994 г., оглавявайки служебното правителство, Ренета Инджова обявява кабинета на предшественика си Любен Беров като „кабинет на „Мултигруп“. По същото време се лансира версията, че идеологът в сянка на Г-13 всъщност е бил Андрей Луканов.
Емил Кюлев, Красимир Стойчев и Ангел Първанов напускат демонстративно Г-13 преди сдружението да навърши първата си година. Кюлев обявява, че тримата, които си тръгват, не се занимават с контрабанда, а Красимир Стойчев подчерта, че всъщност само те имат легален бизнес. Основната причина за разпада на сдружението е цесията на „Химко“ към „Булгаргаз“, която Павлов измъква изпод носа на Кюлев.